# Helige aposteln och evangelisten Markus kyrka, Čačak
Helige aposteln och evangelisten Markus kyrka (serbisk kyrilliska: Црква Светог апостола и јеванђелисте Марка; latinska: Crkva Svetog apostola i jevanđeliste Marka) är en serbisk-ortodox kyrkobyggnad belägen i tätorten Čačak i staden Čačak, i distriktet Moravica i västra Serbien.
Kyrkan är helgad åt evangelisten Markus och tillhör Žičas stift.

## Historik
Den helige aposteln och evangelisten Markus kyrka byggdes år 1906.

## Bilder

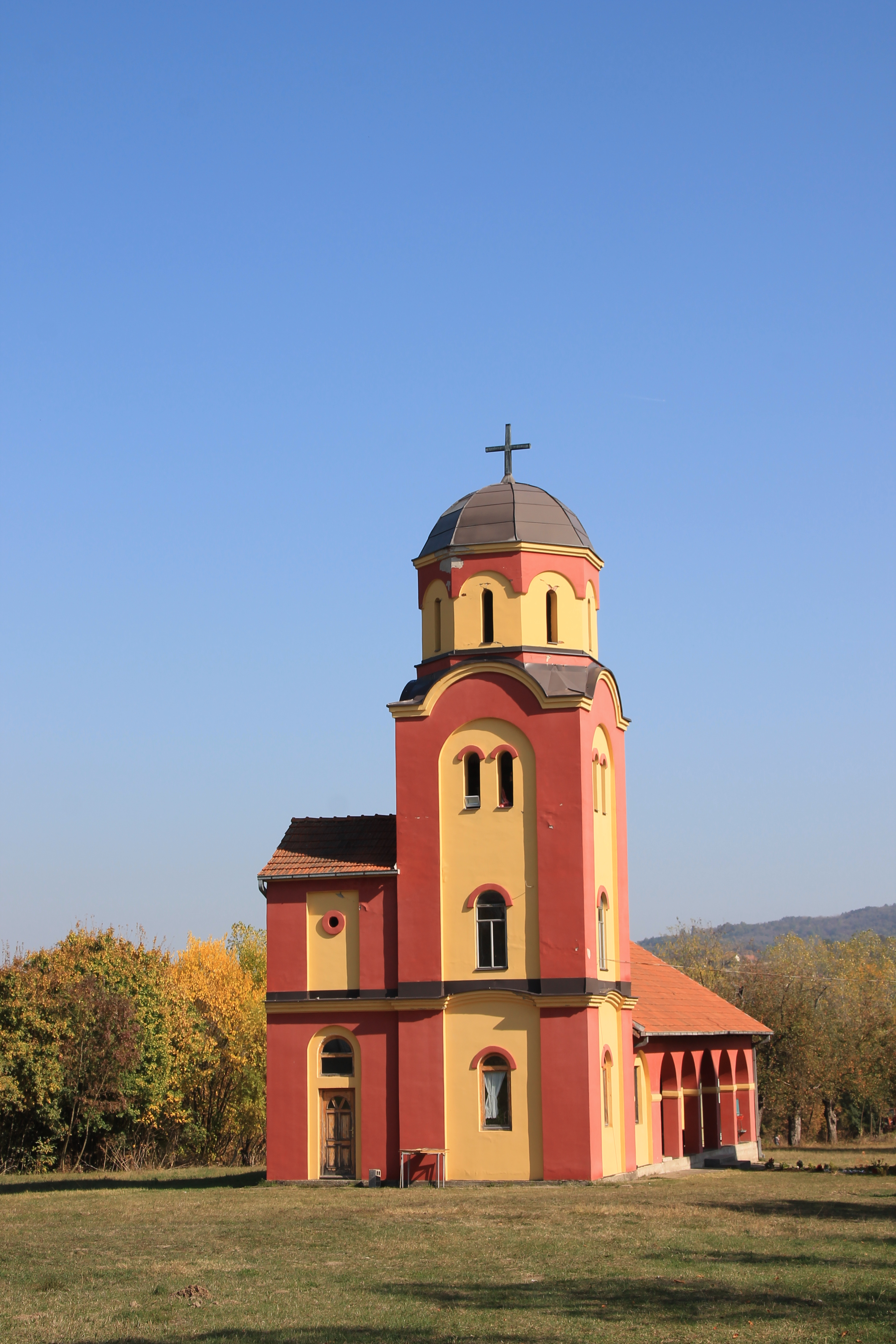
Klockstapeln.
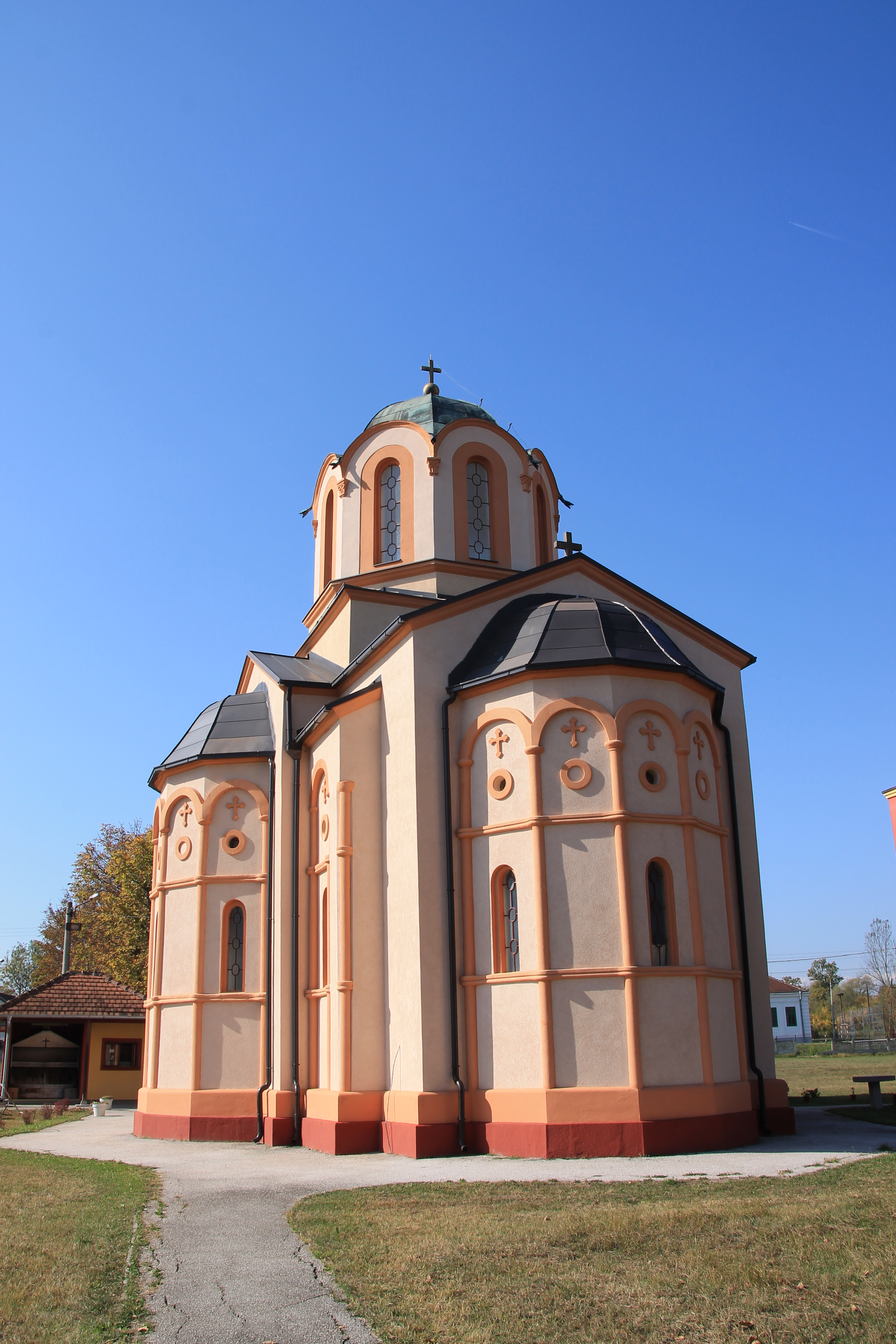
Absiden.
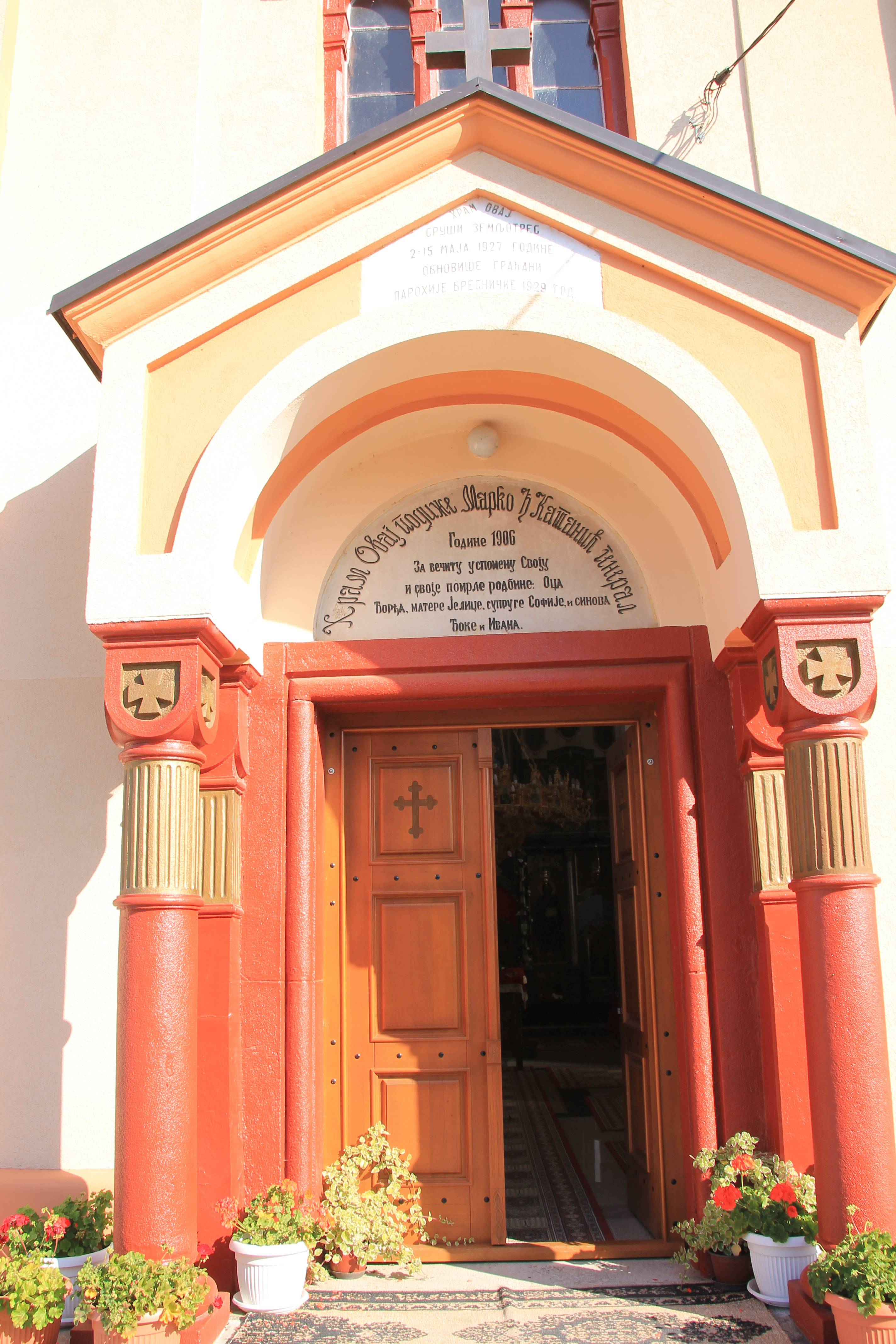
Entrén.
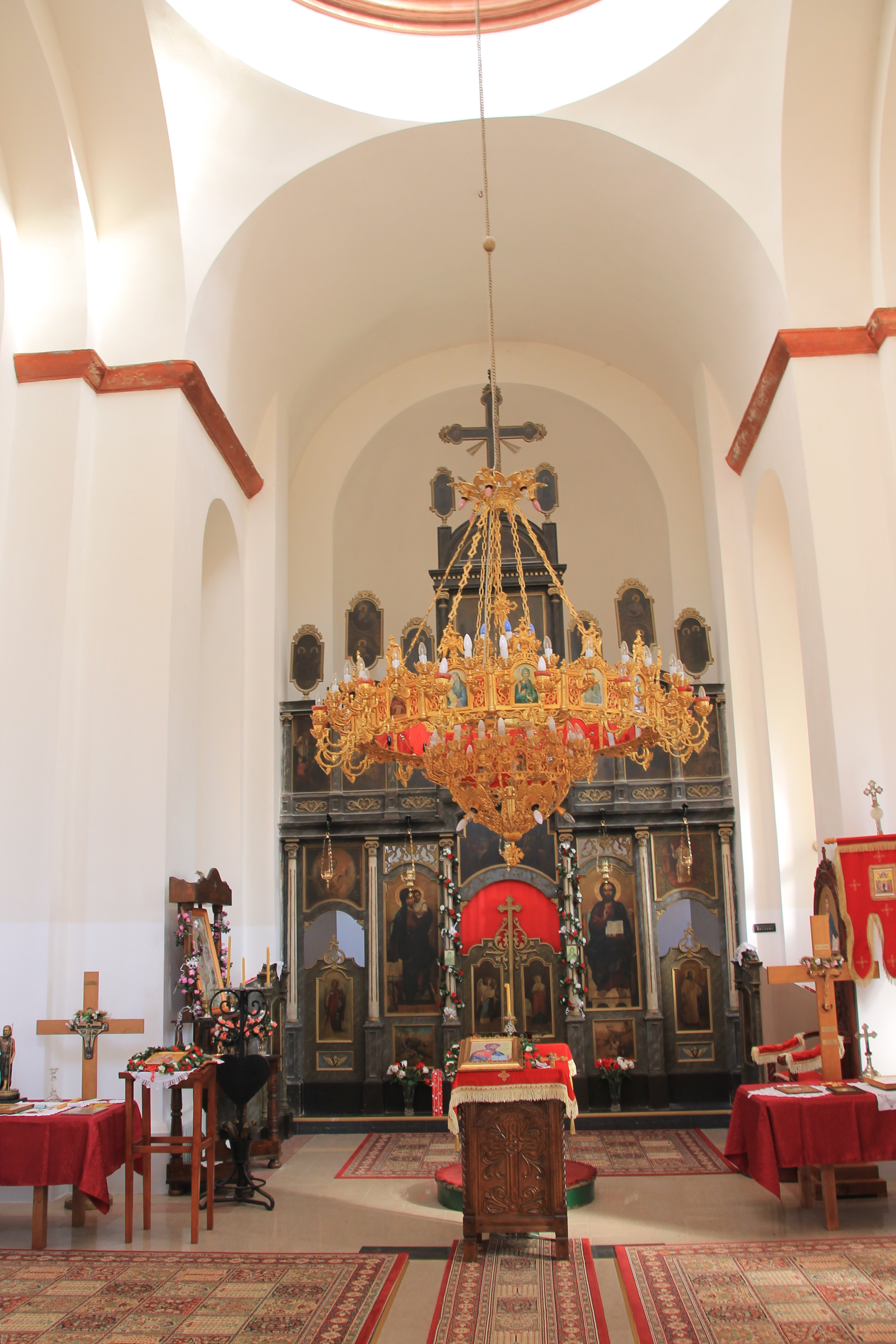
Kyrkans interiör mot ikonostasen.
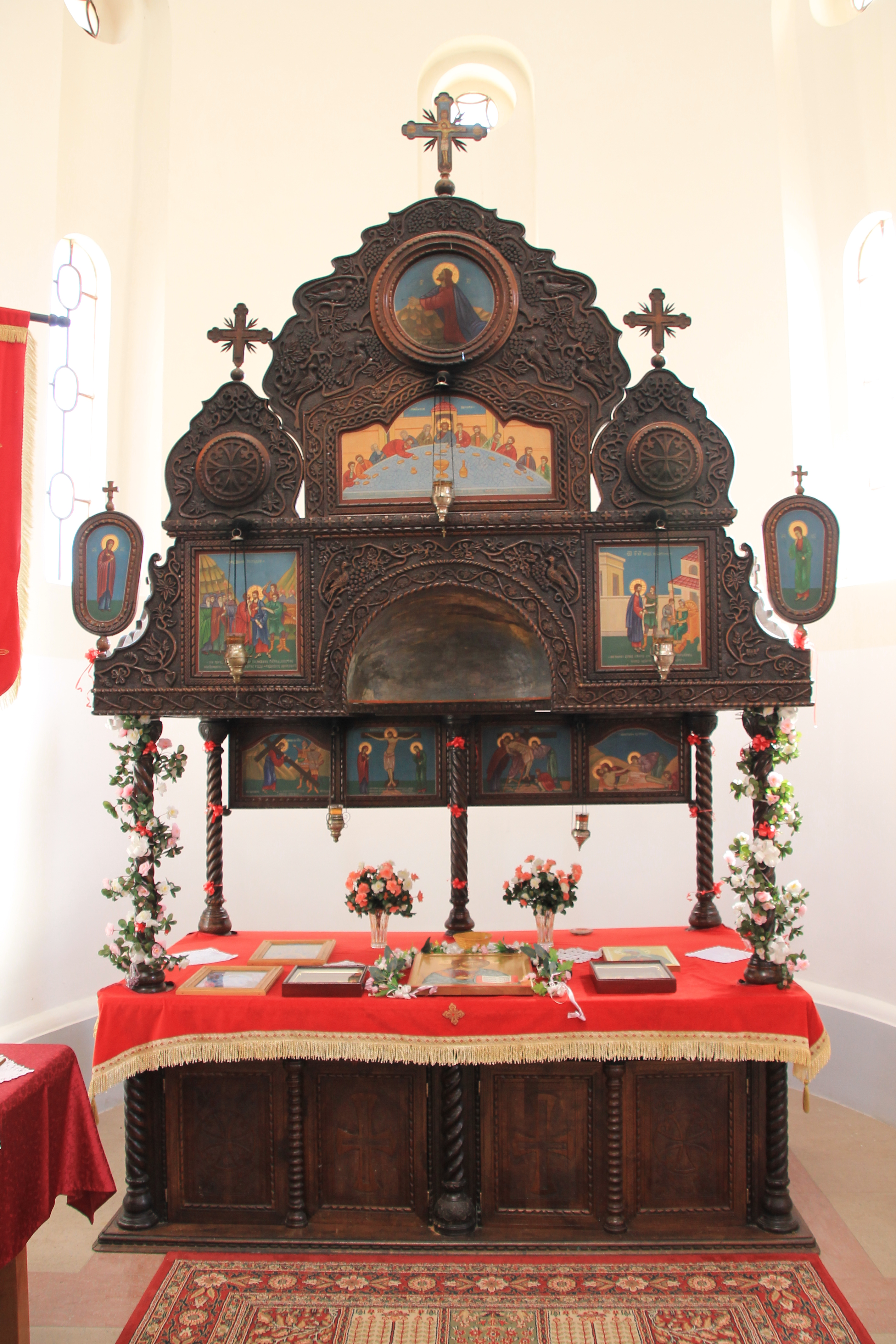
Altaret.